# Richard Stanley
Richard Stanley   (Fish Hoek, 22 de novembre de 1966) és un director, productor i guionista sud-africà.

## Trajectòria
Inicialment, va ser director de vídeos musicals, col·laborant amb agrupacions com Fields of the Nephilim, Public Image Limited i Renegade Soundwave. La seva primera pel·lícula de llarga durada va ser Hardware (1990), un film post-apocalíptic que va comptar amb la participació dels músics Iggy Pop, Carl McCoy, Lemmy i l'agrupació Gwar.
En 1996 va ser nomenat director d'una nova adaptació de la novel·la L'illa del doctor Moreau de H. G. Wells, però a causa d'alguns inconvenients en el rodatge va abandonar el seu càrrec i va ser reemplaçat pel director John Frankenheimer.
Actualment resideix a Montsegur.

## Filmografia

### Llargmetratges
| Any  | Títol                 | Director | Guionista | Notes                                            |
| ---- | --------------------- | -------- | --------- | ------------------------------------------------ |
| 1990 | Hardware              | Sí       | Sí        |                                                  |
| 1992 | Dust Devil            | Sí       | Sí        |                                                  |
| 1994 | Brave                 | Sí       | Sí        | Long-form music video                            |
| 1996 | L'illa del Dr. Moreau | No       | Sí        | Substituït com a director per John Frankenheimer |
| 2002 | Bokshu, the Myth      | No       | Sí        |                                                  |
| 2006 | The Abandoned         | No       | Sí        |                                                  |
| 2009 | Imago Mortis          | No       | Sí        |                                                  |
| 2017 | Replace               | No       | Sí        |                                                  |
| 2019 | Color Out of Space    | Sí       | Sí        |                                                  |

### Curtmetratges
| Any  | Títol                              | Director | Guionista | Notes                                           |
| ---- | ---------------------------------- | -------- | --------- | ----------------------------------------------- |
| 1983 | Rites of Passage                   | Sí       | Sí        |                                                 |
| 1985 | Incidents in an Expanding Universe | Sí       | Sí        |                                                 |
| 1993 | Preacher Man                       | Sí       | Sí        | Segments de Fields of the Nephilim: Revelations |
| 1993 | Blue Water                         | Sí       | Sí        | Segments de Fields of the Nephilim: Revelations |
| 2003 | Children of the Kingdom            | Sí       | Sí        | Segment de Europe - 99euro-films 2              |
| 2006 | The Sun's Gone Dim                 | Sí       | Sí        |                                                 |
| 2006 | The Sea of Perdition               | Sí       | Sí        |                                                 |
| 2008 | Black Tulips                       | Sí       | Sí        |                                                 |
| 2011 | The Mother of Toads                | Sí       | Sí        | Segment de The Theatre Bizarre                  |

### Documentals
| Any  | Títol                          | Director | Guionista | Productor | Notes           |
| ---- | ------------------------------ | -------- | --------- | --------- | --------------- |
| 1990 | Voice of the Moon              | Sí       | Sí        | No        | Curt documental |
| 2001 | The Secret Glory               | Sí       | Sí        | Sí        |                 |
| 2002 | The White Darkness             | Sí       | Sí        | Sí        |                 |
| 2013 | L'autre monde (The Otherworld) | Sí       | Sí        | No        |                 |